# Souvanna Phouma
Książę Souvanna Phouma (ur. 7 października 1901 w Luang Prabang, zm. 10 stycznia 1984 w Wientianie) – laotański polityk, czterokrotny premier kraju (1951–1954, 1956–1958, 1960 i 1962–1975).

## Życiorys
Był synem wicekróla Laosu, księcia Bounkhonga i księżniczki Thongsi, bratem księcia Phetsaratha oraz przyrodnim bratem księcia Souphanouvonga i krewnym króla Sisavanga Vonga. Kształcił się w Lycée Albert Sarraut w Hanoi, ukończył inżynierię architektury na Uniwersytecie Paryskim oraz inżynierię elektryczną na Uniwersytecie w Grenoble. Po powrocie do kraju w 1931 wstąpił do służby robót publicznych Indochin Francuskich. W latach 1945–1946, wspólnie z Phetsarathem i Souphanouvongiem, był członkiem rządu Lao Issara (Wolny Laos) z siedzibą w Wientianie. Po przywróceniu rządów francuskich w Laosie udał się na wygnanie do Bangkoku, gdzie pozostał do 1949, gdy Francuzi przyznali Laosowi autonomię.
W latach 1951–1954 po raz pierwszy sprawował urząd premiera, doprowadzając do uzyskania przez Laos niepodległości (1953). Ponownie stał na czele rządu w latach 1956–1958 (jako szef koalicyjnego rządu jedności narodowej, z udziałem m.in. komunistów z Pathet Lao), 1960 i 1962–1975. Ponadto był ministrem robót publicznych (1950–1954), planowania (1951–1954) i obrony (1954–1957, 1960) oraz wicepremierem (1954–1956) i przewodniczącym Zgromadzenia Narodowego (1960). Był zwolennikiem niezaangażowania Laosu w sprawy Azji Południowo-Wschodniej. Po ustanowieniu Laotańskiej Republiki Ludowo-Demokratycznej (grudzień 1975) pozostał, aż do śmierci, doradcą rządu.
Od 1933 do 1969 (rozwód) był żonaty z Claire Aline Allard (zm. 1977), mieli czwórkę dzieci.